# Jasenko Selimović (homme politique, 1968)
Pour les articles homonymes, voir Jasenko Selimović et Selimović.
Jasenko Selimović, né le 17 avril 1968 à Sarajevo (Yougoslavie), est un homme politique suédois. Il est membre du parti Les Libéraux.

## Biographie
Il devient député européen le 30 septembre 2015 en remplacement de Marit Paulsen.